# A Stage Romance (film 1911)
A Stage Romance è un cortometraggio muto del 1911 diretto da Bannister Merwin.

## Produzione
Il film fu prodotto dalla Edison Manufacturing Company.

## Distribuzione
Distribuito dalla General Film Company, il film - un cortometraggio in una bobina - uscì nelle sale cinematografiche statunitensi il 17 febbraio 1911.